# Irina Falconi
Irina Falconí es una extenista estadounidense de origen ecuatoriano nacida en Portoviejo, Manabí, Ecuador el 4 de mayo de 1990. Su ranking más alto en individuales ha sido de n.º 63 alcanzado el 23 de mayo de 2016 y en dobles n.º 70 alcanzado el 10 de junio de 2013

## Vida personal
Dirigida por Jeff Wilson; su entrenadora física es Kim "The Ripped" Wilson. Su padres son de origen ecuatoriano Carlos Falconi; su madre es Silvia Falconi; tiene una hermana llamada Stephanie, que juega tenis en la Universidad de Brown. Empezó a practicar tenis a los 4 años bajo la tutela de su padre en Nueva York Asistió al Instituto de Tecnología de Georgia por dos años bajo la dirección del entrenador Bryan Shelton antes de convertirse en profesional. Habla español e inglés. Entre sus intereses se encuentran las actividades físicas, leer, escribir, tocar el piano, bailar, escuchar música, hacer películas; su color favorito es el naranja; disfruta de la tecnología y de la música electrónica. Su torneo favorito es el Abierto de Estados Unidos. Su meta es ganar un Grand Slam.

## Carrera
Destacan sus cuatro títulos ITF en individuales obtenidos en Atlanta (en dos ocasiones), St. Joseph (Misuri) y Monterrey; además de un título en dobles obtenido en St. Joseph. Jugó sus primeros dos cuadros principales en el 2010: En el Abierto de Estados Unidos donde cayó en primera ronda ante Flavia Pennetta, y en el Torneo de Quebec donde cayó ante Bethanie Mattek Sands. Ha alcanzado primera ronda en los cuatro Grand Slam.
En 2011 en el Torneo de Washington alcanza su primera semifinal en un torneo del circuito de la WTA. En esta instancia cayó ante la eventual campeona Nadia Petrova 6-1, 1-6, 6-3.
Durante los Juegos Panamericanos de 2011 en Guadalajara, México, la estadounidense obtuvo la medalla de oro al derrotar en la final a la puertorriqueña Mónica Puig 6-3 6-2. En la modalidad de dobles logró la medalla de plata junto a su compatriota Christina McHale, después de caer en la final ante la dupla argentina de Florencia Molinero y María Irigoyen por 6-4, 2-6, [10-6].

## Títulos WTA (1; 1+0)

### Individuales (1)
| Leyenda                    |
| -------------------------- |
| Grand Slam (0)             |
| Juegos Olímpicos (0)       |
| WTA Tour Championships (0) |
| Premier Mandatory (0)      |
| Premier 5 (0)              |
| Premier (0)                |
| International (1)          |

| N.º | Fecha               | Torneo | Superficie    | Oponentes             | Resultado     |
| --- | ------------------- | ------ | ------------- | --------------------- | ------------- |
| 1.  | 17 de abril de 2016 | Bogotá | Tierra batida | Silvia Soler Espinosa | 6-2, 2-6, 6-4 |

### Dobles (0)
| Leyenda                    |
| -------------------------- |
| Grand Slam (0)             |
| Juegos Olímpicos (0)       |
| WTA Tour Championships (0) |
| Premier Mandatory (0)      |
| Premier 5 (0)              |
| Premier (0)                |
| International (0)          |

#### Finalista (3)
| N.º | Fecha                | Torneos    | Superficie    | Pareja             | Oponentes                                    | Resultado        |
| --- | -------------------- | ---------- | ------------- | ------------------ | -------------------------------------------- | ---------------- |
| 1.  | 3 de agosto de 2012  | Washington | Dura          | Chanelle Scheepers | Shuko Aoyama Kai-Chen Chang                  | 5-7, 2-6         |
| 2.  | 25 de agosto de 2012 | Dallas     | Dura          | Līga Dekmeijere    | Marina Erakovic Heather Watson               | 3-6, 0-6         |
| 3.  | 19 de abril de 2015  | Bogotá     | Tierra batida | Shelby Rogers      | Paula Cristina Gonçalves Beatriz Haddad Maia | 3-6, 6-3, [6-10] |